# Montmirail (Marne)
Montmirail település Franciaországban, Marne megyében. Lakosainak száma 3551 fő (2022. január 1.). Montmirail Dhuys-et-Morin-en-Brie, Bergères-sous-Montmirail, Corrobert, Le Gault-Soigny, Mécringes és Vauchamps községekkel határos.

## Népesség
A település népességének változása:
| Lakosok száma | 2996 | 3696 | 3812 | 3805 | 3691 | 3643 | 3598 | 3571 | 3561 | 3551 |
|               | 1968 | 1982 | 1990 | 2006 | 2013 | 2015 | 2017 | 2019 | 2020 | 2022 |